# Grande Prêmio do Barém de 2021
O Grande Prêmio do Barém de 2021 (formalmente denominado Formula 1 Gulf Air Bahrain Grand Prix 2021) foi a primeira etapa da temporada de 2021 da Fórmula 1. Foi disputado em 28 de março de 2021 no Circuito Internacional do Barém, em Sakhir, Barém.

## Resumo

### Contexto
Originalmente, a corrida de abertura do campeonato de 2021 seria realizada na Austrália, porém, no dia 12 de janeiro, a organização da categoria confirmou o adiamento da prova para novembro devido as restrições causadas pela pandemia de COVID-19. Após a alteração, coube ao Barém sediar a corrida de abertura e também os testes da pré-temporada, que seriam realizados em Barcelona, na Espanha. Entretanto com as mudanças nas datas, por questões financeiras e de logística, os testes foram realizados na mesma pista da primeira corrida do ano.

### Limites da Pista
Curva 4
Durante qualquer sessão de treinos saindo da pista e passando após a zebra vermelha e branca na saída da curva 4 será invalidada pelos comissários. O limites de pista na saída da curva 4 não serão monitorados em relação aos tempos de volta. Os limites definitivos são a grama artificial e a caixa de brita naquele ponto. Em todos os casos durante a corrida, os pilotos serão lembrados das disposições do artigo 27.3 do regulamento esportivo da Fórmula 1. Passou com as quatro rodas fora da pista na curva 4, tempo invalidado. Para a corrida, os pilotos estariam liberados para usar aquele trecho, desde que, de acordo com o artigo 27.3 do regulamento esportivo, não obtivessem uma vantagem duradoura. Ou seja, como todos os pilotos estavam ganhando tempo naquele trecho, pouco menos de um décimo, a direção de provas não fez mudanças.

### Qualificação

#### Q1
Após liderar todas as três sessões de treinos livres, Max Verstappen liderou também a primeira parte da classificação. Com uma boa volta, o japonês Yuki Tsunoda colocou seu carro no segundo lugar mais rápido à frente do campeão mundial Lewis Hamilton. Já Nikita Mazepin, piloto russo estreante pela Haas F1 Team, rodou duas vezes, sendo a segunda delas a poucos segundos do fim da qualificação, ocasionando bandeiras amarelas na Curva 1 e forçando vários pilotos a diminuir o rítmo um pouco. Os principais afetados foram Esteban Ocon e Sebastian Vettel, que perderam tempo no setor. Como resultado, os dois foram eliminados na primeira parte do classificatório, Ocon terminou em 16.º, com Sainz em 15.º, e Vettel em 18.º em sua estreia no Aston Martin. Nicholas Latifi também foi eliminado, porém seu companheiro de equipe na Williams, George Russell, ficou entre os 10 primeiros. Mick Schumacher ultrapassou seu companheiro de equipe Haas, Mazepin, para e terminou em 19.º.
Eliminados: Ocon, Latifi, Vettel, Schumacher, Mazepin

#### Q2

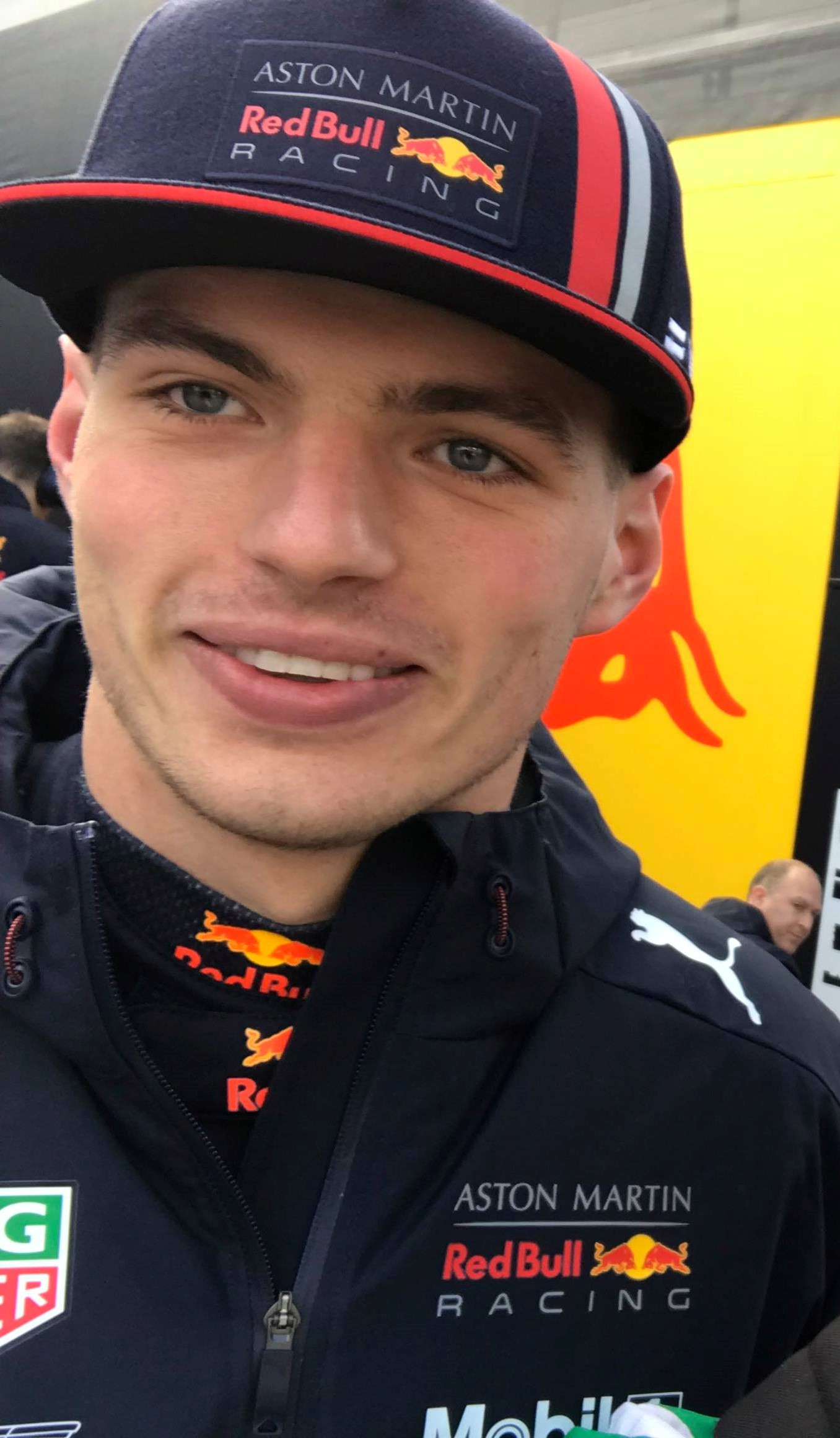
O neerlandês Max Verstappen conquistou a pole position

O Q2 começou com Hamilton liderando à frente de Verstappen e Bottas, porém a situação mudou rapidamente, pois várias equipes optaram por correr com os pneus macios, enquanto Mercedes, Red Bull e AlphaTauri ficaram com os médios. Primeiro, Leclerc foi o mais veloz, mas logo foi superado pelo companheiro de equipe da Ferrari, Sainz, por uma margem estreita de apenas 0,001s. Eles ocuparam os dois primeiros lugares quando a bandeira quadriculada encerrou a sessão, com Hamilton segurando o terceiro e Norris usando os macios em quarto lugar.
Enquanto Pierre Gasly chegou aos dez primeiros, seu companheiro de equipe novato, Tsunoda, não conseguiu o mesmo e foi eliminado. Ele largará em 13.º, à frente de Kimi Raikkonen e Russell. O mexicano Perez teve sua primeira volta excluída por exceder os limites da pista e, em seguida, não conseguindo tirar um bom desempenho do carro, ficando com a 11.ª colocação, uma posição à frente de Antonio Giovinazzi, da Alfa Romeo.
Eliminados: Perez, Giovinazzi, Tsunoda, Raikkonen, Russell

#### Q3
Inicialmente, Verstappen estabeleceu o ritmo, mas sua vantagem era de apenas 0,023s sobre Hamilton. Retornaram aos boxes e saíram para uma última volta lançada, com Hamilton saindo na frente de Verstappen, logo atrás de seu companheiro de equipe Bottas. Hamilton melhorou seu tempo em todos sos setores, porém, Verstappen, que vinha atrás, foi melhor e isso deu ao holandês sua quarta pole position na carreira.

### Corrida
Ainda durante a volta de apresentação, o Red Bull RB16B de Sergio Pérez apresentou uma pane e estacionou na pista. O piloto mexicano conseguiu religar o carro e teve que largar do pit lane. O problema no veículo da Red Bull obrigou a direção de prova a abortar a primeira tentativa de largada, realizando uma nova volta de apresentação e reduzindo a distância da corrida em uma volta a menos.

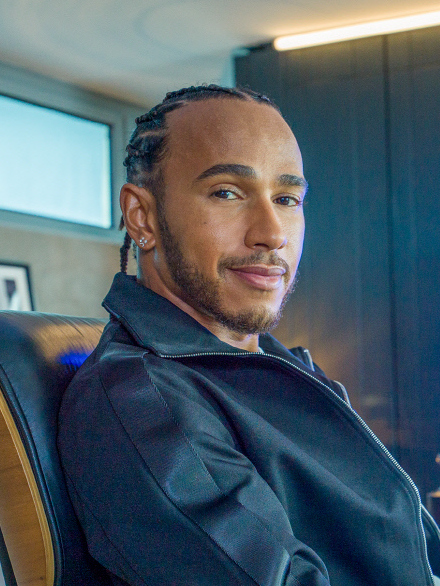
Lewis Hamilton venceu a prova.

Assim que as luzes vermelhas apagaram-se Max Verstappen saiu na frente e conseguiu segurar Lewis Hamilton atrás dele. Charles Leclerc rapidamente ultrapassou Valtteri Bottas, passando para terceiro lugar. Nikita Mazepin abandonou ainda nas primeiras curvas da prova. O russo, que havia largado na 19.ª posição, tentou atacar Nicholas Latifi. Após um breve contato entre os dois, o canadense afastou-se, alguns metros depois, Mazepin rodou sozinho e chocou-se contra a barreira de pneus. O incidente causou a entrada do carro de segurança já na primeira volta.
A relargada ocorreu na quarta volta. Pierre Gasly passou a ser pressionado pela dupla da McLaren, sofreu um toque em uma disputa com Daniel Ricciardo, perdeu a asa dianteira e acabou perdendo várias posições. Leclerc atacou Hamilton, entretanto o britânico protegeu a segunda colocação. Na sexta volta, foi a vez de Bottas atacar Leclerc e recuperar a terceira colocação. Leclerc tentou dar o troco, sem sucesso. Na oitava volta Lando Norris alcançou Leclerc e tomou a quarta posição no volta seguinte.
Com a primeira janela de paradas nos boxes para troca de pneus, Pérez avançou para o quinto lugar. Hamilton era quarto, porém tomou o terceiro lugar de Carlos Sainz Jr. que fez o pit stop na volta 16. Quando o vice-líder Bottas também foi para os boxes, Pérez subiu para terceiro, atrás apenas do líder Verstappen, que ainda não havia parado, e de Hamilton. Verstappen entrou para a troca na volta 18 e Hamilton herdou o primeiro lugar, à frente da dupla da Red Bull. Pérez não conseguiu segurar Bottas que assumiu o terceiro lugar. Depois, parou na volta 20 e retornou no 12.º posto.
Sebastian Vettel, único piloto a não parar na primeira rodada de pits, chegou a andar em oitavo lugar, mas o desgaste dos pneus o deixou em desvantagem em uma disputa contra Sainz Jr. e Fernando Alonso a partir da volta 21. Hamilton parou novamente na volta 29 e voltou em terceiro, 15 segundos atrás de Verstappen. Bottas era o segundo colocado e parou na volta 31, mas a Mercedes teve problemas para trocar o pneu dianteiro direito e fez com que ele voltasse em quinto, atrás ainda de Lando Norris e Charles Leclerc. Assim, o duelo pela vitória ficou restrito a Verstappen e Hamilton.
A Williams surgia com chances de marcar pontos, mas o britânico George Russell perdeu a décima posição para Kimi Räikkönen na volta 37. Em seguida, Russell, ainda foi ultrapassado por Yuki Tsunoda e Sebastian Vettel, caindo para 13.º. Pérez vinha em quarto, parou na volta 39 para colocar pneus médios e voltou em sétimo. Na volta seguinte, Verstappen parou e colocou pneus duros, voltando em segundo. Como Verstappen já havia usado dois jogos de pneus médios, era a opção que tinha para chegar ao final da prova com menos desgaste. Na volta 53, Verstappen ultrapassou Hamilton e assumiu a primeira colocação, mas como excedeu os limites da pista, Verstappen precisou devolver a posição. Hamilton segurou o adversário e venceu a corrida de abertura da temporada.

### Transmissão para o Brasil
A corrida marcou a estreia da Band na transmissão da Fórmula 1 pela primeira vez desde 1980. Nessa prova teve a reestreia de Reginaldo Leme (que estava afastado desde o Grande Prêmio do Brasil de 2019 quando era transmitido pela Rede Globo) e Felipe Giaffone (que já trabalhou na Band quando transmitia a IndyCar Series e depois nos últimos anos de Fórmula 1 na Globo em 2019 e 2020) como comentaristas, Sérgio Maurício na narração e Mariana Becker nas reportagens, ambos com passagem pela Globo.

## Pneus
| Nome do composto | Cor | Banda de rolamento | Condições de Tempo | Dry Type                           | Aderência       | Longevidade   |
| ---------------- | --- | ------------------ | ------------------ | ---------------------------------- | --------------- | ------------- |
| Macio (C4)       |     | Slick (P Zero)     | Seco               | Soft                               | Mais aderência  | Menos durável |
| Médio (C3)       |     | Slick (P Zero)     | Seco               | Medium                             | Médio           | Médio         |
| Duro (C2)        |     | Slick (P Zero)     | Seco               | Hard                               | Menos aderência | Mais durável  |
| Intermediário    |     | Sulcos (Cinturato) | Molhado            | Intermediate (água não estagnante) | —               | —             |
| Chuva            |     | Sulcos (Cinturato) | Molhado            | Wet (água estagnante)              | —               | —             |

| Escolhas de Pneus de cada piloto para o GP do Barém: | Escolhas de Pneus de cada piloto para o GP do Barém: | Escolhas de Pneus de cada piloto para o GP do Barém: | Escolhas de Pneus de cada piloto para o GP do Barém: | Escolhas de Pneus de cada piloto para o GP do Barém: | Escolhas de Pneus de cada piloto para o GP do Barém: |
| ---------------------------------------------------- | ---------------------------------------------------- | ---------------------------------------------------- | ---------------------------------------------------- | ---------------------------------------------------- | ---------------------------------------------------- |
| Nº                                                   | Pilotos                                              | Equipe(s)                                            | Duro                                                 | Médio                                                | Macio                                                |
| 44                                                   | Lewis Hamilton                                       | Mercedes                                             |                                                      |                                                      |                                                      |
| 77                                                   | Valtteri Bottas                                      | Mercedes                                             |                                                      |                                                      |                                                      |
| 11                                                   | Sergio Pérez                                         | Red Bull Racing-Honda                                |                                                      |                                                      |                                                      |
| 33                                                   | Max Verstappen                                       | Red Bull Racing-Honda                                |                                                      |                                                      |                                                      |
| 3                                                    | Daniel Ricciardo                                     | McLaren-Mercedes                                     |                                                      |                                                      |                                                      |
| 4                                                    | Lando Norris                                         | McLaren-Mercedes                                     |                                                      |                                                      |                                                      |
| 5                                                    | Sebastian Vettel                                     | Aston Martin-Mercedes                                |                                                      |                                                      |                                                      |
| 18                                                   | Lance Stroll                                         | Aston Martin-Mercedes                                |                                                      |                                                      |                                                      |
| 14                                                   | Fernando Alonso                                      | Alpine-Renault                                       |                                                      |                                                      |                                                      |
| 31                                                   | Esteban Ocon                                         | Alpine-Renault                                       |                                                      |                                                      |                                                      |
| 16                                                   | Charles Leclerc                                      | Ferrari                                              |                                                      |                                                      |                                                      |
| 55                                                   | Carlos Sainz Jr.                                     | Ferrari                                              |                                                      |                                                      |                                                      |
| 10                                                   | Pierre Gasly                                         | AlphaTauri-Honda                                     |                                                      |                                                      |                                                      |
| 22                                                   | Yuki Tsunoda                                         | AlphaTauri-Honda                                     |                                                      |                                                      |                                                      |
| 7                                                    | Kimi Raikkonen                                       | Alfa Romeo-Ferrari                                   |                                                      |                                                      |                                                      |
| 99                                                   | Antonio Giovinazzi                                   | Alfa Romeo-Ferrari                                   |                                                      |                                                      |                                                      |
| 9                                                    | Nikita Mazepin                                       | Haas-Ferrari                                         |                                                      |                                                      |                                                      |
| 47                                                   | Mick Schumacher                                      | Haas-Ferrari                                         |                                                      |                                                      |                                                      |
| 6                                                    | Nicholas Latifi                                      | Williams-Mercedes                                    |                                                      |                                                      |                                                      |
| 63                                                   | George Russell                                       | Williams-Mercedes                                    |                                                      |                                                      |                                                      |

## Resultados

### Treino classificatório
| 1                        | 33 | Max Verstappen     | Red Bull Racing-Honda | 1:30.499 | 1:30.318 | 1:28.997 | 1  |
| 2                        | 44 | Lewis Hamilton     | Mercedes              | 1:30.617 | 1:30.085 | 1:29.385 | 2  |
| 3                        | 77 | Valtteri Bottas    | Mercedes              | 1:31.200 | 1:30.186 | 1:29.586 | 3  |
| 4                        | 16 | Charles Leclerc    | Ferrari               | 1:30.691 | 1:30.010 | 1:29.678 | 4  |
| 5                        | 10 | Pierre Gasly       | AlphaTauri-Honda      | 1:30.848 | 1:30.513 | 1:29.809 | 5  |
| 6                        | 3  | Daniel Ricciardo   | McLaren-Mercedes      | 1:30.795 | 1:30.222 | 1:29.927 | 6  |
| 7                        | 4  | Lando Norris       | McLaren-Mercedes      | 1:30.902 | 1:30.099 | 1:29.974 | 7  |
| 8                        | 55 | Carlos Sainz Jr.   | Ferrari               | 1:31.653 | 1:30.009 | 1:30.215 | 7  |
| 9                        | 14 | Fernando Alonso    | Alpine-Renault        | 1:30.863 | 1:30.595 | 1:30.249 | 9  |
| 10                       | 18 | Lance Stroll       | Aston Martin-Mercedes | 1:31.261 | 1:30.624 | 1:30.601 | 10 |
| 11                       | 11 | Sergio Perez       | Red Bull Racing-Honda | 1:31.165 | 1:30.659 | —        | 11 |
| 12                       | 99 | Antonio Giovinazzi | Alfa Romeo-Ferrari    | 1:30.998 | 1:30.708 | —        | 12 |
| 13                       | 22 | Yuki Tsunoda       | AlphaTauri-Honda      | 1:30.607 | 1:31.203 | —        | 13 |
| 14                       | 7  | Kimi Raikkonen     | Alfa Romeo-Ferrari    | 1:31.547 | 1:31.238 | —        | 14 |
| 15                       | 63 | George Russell     | Williams-Mercedes     | 1:31.316 | 1:33.430 | —        | 15 |
| 16                       | 31 | Esteban Ocon       | Alpine-Renault        | 1:31.724 | —        | —        | 16 |
| 17                       | 6  | Nicholas Latifi    | Williams-Mercedes     | 1:31.936 | —        | —        | 17 |
| 18                       | 5  | Sebastian Vettel   | Aston Martin-Mercedes | 1:32.056 | —        | —        | 20 |
| 19                       | 47 | Mick Schumacher    | Haas-Ferrari          | 1:32.449 | —        | —        | 18 |
| 20                       | 9  | Nikita Mazepin     | Haas-Ferrari          | 1:33.273 | —        | —        | 19 |
| Tempo dos 107%: 1:36.833 |    |                    |                       |          |          |          |    |
| Fonte:                   |    |                    |                       |          |          |          |    |

### Corrida
| Pos.                                                                   | Nu. | Piloto             | Construtor            | Voltas | Tempo/Retirado | Pit Stop | Pneus                                    | Grid | Pontos |
| ---------------------------------------------------------------------- | --- | ------------------ | --------------------- | ------ | -------------- | -------- | ---------------------------------------- | ---- | ------ |
| 1                                                                      | 44  | Lewis Hamilton     | Mercedes              | 56     | 1:32:03.897    | 2        | C3 Usado · C2 Novo · C2 Novo             | 2    | 25     |
| 2                                                                      | 33  | Max Verstappen     | Red Bull Racing-Honda | 56     | +0.745         | 2        | C3 Usado · C3 Novo · C2 Novo             | 1    | 18     |
| 3                                                                      | 77  | Valtteri Bottas    | Mercedes              | 56     | +37.383        | 3        | C3 Usado · C2 Novo · C2 Novo · C3 Usado  | 3    | 15+1   |
| 4                                                                      | 4   | Lando Norris       | McLaren-Mercedes      | 56     | +46.466        | 2        | C4 Usado · C3 Novo · C2 Novo             | 8    | 12     |
| 5                                                                      | 11  | Sergio Perez       | Red Bull Racing-Honda | 56     | +52.047        | 3        | C3 Usado · C3 Usado · C2 Novo · C3 Usado | 11   | 10     |
| 6                                                                      | 16  | Charles Leclerc    | Ferrari               | 56     | +59.090        | 2        | C4 Usado · C3 Novo · C2 Novo             | 4    | 8      |
| 7                                                                      | 3   | Daniel Ricciardo   | McLaren-Mercedes      | 56     | +1:06.004      | 2        | C4 Usado · C3 Novo · C2 Novo             | 6    | 6      |
| 8                                                                      | 55  | Carlos Sainz Jr.   | Ferrari               | 56     | +1:07.100      | 2        | C4 Usado · C3 Novo · C2 Novo             | 8    | 4      |
| 9                                                                      | 22  | Yuki Tsunoda       | AlphaTauri-Honda      | 56     | +1:25.692      | 2        | C3 Usado · C2 Novo · C2 Novo             | 13   | 2      |
| 10                                                                     | 18  | Lance Stroll       | Aston Martin-Mercedes | 56     | +1:26.713      | 2        | C4 Usado · C3 Novo · C2 Novo             | 10   | 1      |
| 11                                                                     | 7   | Kimi Räikkönen     | Alfa Romeo-Ferrari    | 56     | +1:28.864      | 2        | C3 Novo · C2 Novo · C3 Novo              | 14   |        |
| 12                                                                     | 99  | Antonio Giovinazzi | Alfa Romeo-Ferrari    | 55     | +1 volta       | 2        | C3 Novo · C2 Novo · C3 Novo              | 12   |        |
| 13                                                                     | 31  | Esteban Ocon       | Alpine-Renault        | 55     | +1 volta       | 2        | C4 Novo · C3 Novo · C2 Novo              | 16   |        |
| 14                                                                     | 63  | George Russell     | Williams-Mercedes     | 55     | +1 volta       | 2        | C4 Novo · C3 Novo · C3 Novo              | 15   |        |
| 15                                                                     | 5   | Sebastian Vettel   | Aston Martin-Mercedes | 55     | +1 volta       | 1        | C3 Novo · C2 Novo                        | 20   |        |
| 16                                                                     | 47  | Mick Schumacher    | Haas-Ferrari          | 55     | +1 volta       | 2        | C3 Novo · C3 Novo · C2 Novo              | 18   |        |
| 17†                                                                    | 10  | Pierre Gasly       | AlphaTauri-Honda      | 52     | Colisão        | 3        | C3 Usado · C2 Novo · C3 Usado · C2 Novo  | 5    |        |
| 18†                                                                    | 6   | Nicholas Latifi    | Williams-Mercedes     | 51     | Baterias       | 2        | C4 Novo · C3 Novo · C3 Novo              | 17   |        |
| Ret                                                                    | 14  | Fernando Alonso    | Alpine-Renault        | 32     | Freios         | 2        | C4 Usado · C3 Novo · C2 Novo             | 9    |        |
| Ret                                                                    | 9   | Nikita Mazepin     | Haas-Ferrari          | 0      | Acidente       | 0        | C3 Novo                                  | 19   |        |
| Volta mais rápida: Valtteri Bottas (Mercedes) – 1:32.090 (na volta 56) |     |                    |                       |        |                |          |                                          |      |        |
| Fonte:                                                                 |     |                    |                       |        |                |          |                                          |      |        |

## Curiosidades
- Primeira corrida de Mick Schumacher.
- Primeira corrida de Nikita Mazepin.
- Primeira corrida de Yuki Tsunoda.
- Retorno de Fernando Alonso desde o Grande Prêmio de Abu Dhabi de 2018
- Estreias de Sergio Perez na Red Bull, Daniel Ricciardo na McLaren, Carlos Sainz Jr. na Ferrari, Fernando Alonso na Alpine, Sebastian Vettel na Aston Martin, Yuki Tsunoda na AlphaTauri, Mick Schumacher e de Nikita Mazepin na Haas.

## Voltas na liderança
| Nº de Voltas | Piloto         | Voltas       |
| ------------ | -------------- | ------------ |
| 29           | Max Verstappen | 1-17, 28-39  |
| 27           | Lewis Hamilton | 18-27, 40-56 |

## 2021DHLFastest Pit Stop Award

### Resultado
| 1      | 33 | Max Verstappen     | Red Bull Racing-Honda | 1.93 | 25 |
| 2      | 11 | Sergio Perez       | Red Bull Racing-Honda | 2.00 | 18 |
| 3      | 7  | Kimi Raikkonen     | Alfa Romeo-Ferrari    | 2.19 | 15 |
| 4      | 6  | Nicholas Latifi    | Williams-Mercedes     | 2.23 | 12 |
| 5      | 77 | Valtteri Bottas    | Mercedes              | 2.24 | 10 |
| 6      | 63 | George Russell     | Williams-Mercedes     | 2.26 | 8  |
| 7      | 44 | Lewis Hamilton     | Mercedes              | 2.42 | 6  |
| 8      | 16 | Charles Leclerc    | Ferrari               | 2.45 | 4  |
| 9      | 99 | Antonio Giovinazzi | Alfa Romeo-Ferrari    | 2.50 | 2  |
| 10     | 14 | Fernando Alonso    | Alpine-Renault        | 2.51 | 1  |
| Fonte: |    |                    |                       |      |    |

### Classificação
| Tabela do DHL Fastest Pit Stop Award \| Pos \| Construtor \| Pontos \| \| --- \| --------------------- \| ------ \| \| 1 \| Red Bull Racing-Honda \| 43 \| \| 2 \| Williams-Mercedes \| 20 \| \| 3 \| Alfa Romeo-Ferrari \| 17 \| \| 4 \| Mercedes \| 16 \| \| 5 \| Ferrari \| 4 \| \| 6 \| Alpine-Renault \| 1 \| \| 7 \| Aston Martin-Mercedes \| 0 \| \| 8 \| McLaren-Mercedes \| 0 \| \| 9 \| AlphaTauri-Honda \| 0 \| \| 10 \| Haas-Ferrari \| 0 \| |                       |        |
| Pos | Construtor            | Pontos |
| 1 | Red Bull Racing-Honda | 43     |
| 2 | Williams-Mercedes     | 20     |
| 3 | Alfa Romeo-Ferrari    | 17     |
| 4 | Mercedes              | 16     |
| 5 | Ferrari               | 4      |
| 6 | Alpine-Renault        | 1      |
| 7 | Aston Martin-Mercedes | 0      |
| 8 | McLaren-Mercedes      | 0      |
| 9 | AlphaTauri-Honda      | 0      |
| 10 | Haas-Ferrari          | 0      |

## Tabela do campeonato após a corrida
Somente as cinco primeiras posições estão incluídas nas tabelas.
| Pos | Piloto          | Pontos |
| --- | --------------- | ------ |
| 1   | Lewis Hamilton  | 25     |
| 2   | Max Verstappen  | 18     |
| 3   | Valtteri Bottas | 16     |
| 4   | Lando Norris    | 12     |
| 5   | Sergio Perez    | 10     |

| Pos | Construtor            | Pontos |
| --- | --------------------- | ------ |
| 1   | Mercedes              | 41     |
| 2   | Red Bull Racing-Honda | 28     |
| 3   | McLaren-Mercedes      | 18     |
| 4   | Ferrari               | 12     |
| 5   | AlphaTauri-Honda      | 2      |